# America Good-Bye
America Goodbye è il quarto album da solista del musicista italiano Alberto Radius, pubblicato dall'etichetta discografica CGD nel 1979.
Le musiche di tutti i brani sono dello stesso artista, mentre i testi sono firmati da Daniele Pace e Oscar Avogadro; gli arrangiamenti sono curati da Radius con Sante Palumbo, mentre la copertina è di Luciano Tallarini.
L'album è stato ristampato in CD dalla CGD (8573 80700-2) all'inizio degli anni novanta.

## Tracce
Lato A
- America Good-Bye
- Poliziotto
- California Blll...
- Il buffone

Lato B
- Coccodrilli bianchi
- Patricia
- Giù
- Las Vegas

## Formazione[4]
- Alberto Radius – voce, chitarra
- Tullio De Piscopo – batteria, percussioni, timpani
- Julius Farmer – basso
- Sante Palumbo – tastiera, pianoforte, Fender Rhodes
- Gigi Tonet – sintetizzatore, ARP
- George Aghedo – congas
- Giorgio Baiocco – sax